# Шахбуз
Шахбуз (азерб. Şahbuz) — город и административный центр Шахбузского района Нахичеванской Автономной Республики, входящей в состав Азербайджана. Расположен на реке Нахичеванчай, в 30 км к северо-востоку от железнодорожной станции Нахичевань.
По всесоюзной переписи населения 1989 года в Шахбузе проживало 2 283 человека. В 2007 году посёлок городского типа Шахбуз получил статус города.
В городе расположены авторемонтный, винодельческий заводы; Бадамлинский завод минеральных вод.